# Saison 2018-2019 du FC Nuremberg
Maillots
Chronologie
Saison précédente Saison suivante
La saison 2018-2019 est la 1re saison du FC Nuremberg depuis son retour en Bundesliga.

## Transferts

### Transferts estivaux
| Nom                 | Nationalité | Poste             | Transfert         | Provenance/Destination | Division      |
| ------------------- | ----------- | ----------------- | ----------------- | ---------------------- | ------------- |
| Arrivées            |             |                   |                   |                        |               |
| Virgil Misidjan     | Pays-Bas    | Attaquant         | Transfert         | PFK Ludogorets Razgrad | efbet League  |
| Christian Mathenia  | Allemagne   | Gardien de but    | Transfert         | Hambourg SV            | 2. Bundesliga |
| Yuya Kubo           | Japon       | Attaquant         | Prêt d'une saison | KAA La Gantoise        | Division 1A   |
| Matheus Pereira     | Brésil      | Attaquant         | Prêt d'une saison | Sporting Portugal      | Liga NOS      |
| Robert Bauer        | Allemagne   | Défenseur         | Prêt d'une saison | Werder Brême           | Bundesliga    |
| Timothy Tillman     | Allemagne   | Milieu de terrain | Prêt d'une saison | Bayern Munich II       | Regionalliga  |
| Törles Knöll (en)   | Allemagne   | Attaquant         | Libre             | Hambourg SV            | 2. Bundesliga |
| Kevin Goden (en)    | Allemagne   | Défenseur         | Libre             | 1. FC Cologne          | 2. Bundesliga |
| Patric Klandt       | Allemagne   | Gardien de but    | Libre             | SC Fribourg            | Bundesliga    |
| Départs             |             |                   |                   |                        |               |
| Enis Alushi         | Kosovo      | Défenseur         | Libre             | Retraite               | -             |
| Mišo Brečko         | Slovénie    | Défenseur         | Libre             | Retraite               | -             |
| Thorsten Kirschbaum | Allemagne   | Gardien de but    | Libre             | Bayer Leverkusen       | Bundesliga    |
| László Sepsi        | Roumanie    | Défenseur         | Libre             | Universitatea Cluj     | Liga I        |
| Kevin Möhwald       | Allemagne   | Milieu de terrain | Libre             | Werder Brême           | Bundesliga    |

### Transferts hivernaux
| Nom          | Nationalité | Poste  | Transfert | Provenance/Destination | Division     |
| ------------ | ----------- | ------ | --------- | ---------------------- | ------------ |
| Arrivées     |             |        |           |                        |              |
| Ivo Iličević | Croatie     | Milieu | Transfert | FK Kaïrat Almaty       | Premier-Liga |
| Départs      |             |        |           |                        |              |

## Compétitions
| Dix-huitième 19 points | Premier tour |
| 3V 10N 21D             | 1V 1N 0D     |
| TOTAL: 4V 11N 21D      |              |

### Championnat

#### Classement
| Rang | Équipe         | Pts | J  | G | N  | P  | Bp | Bc | Diff | Qualification ou relégation                 |
| ---- | -------------- | --- | -- | - | -- | -- | -- | -- | ---- | ------------------------------------------- |
| 14   | Schalke 04     | 33  | 34 | 8 | 9  | 17 | 37 | 55 | −18  |                                             |
| 15   | FC Augsburg    | 32  | 34 | 8 | 8  | 18 | 51 | 71 | −20  |                                             |
| 16   | VfB Stuttgart  | 28  | 34 | 7 | 7  | 20 | 32 | 70 | −38  | Qualification pour le barrage de relégation |
| 17   | Hanovre 96     | 21  | 34 | 5 | 6  | 23 | 31 | 71 | −40  | Relégation en 2. Bundesliga                 |
| 18   | FC Nuremberg P | 19  | 34 | 3 | 10 | 21 | 26 | 68 | −42  | Relégation en 2. Bundesliga                 |

#### Évolution du classement et des résultats
| Résultat | D   | N   | N   | V  | D   | V   | D   | D   | N   | N   | D   | D   | N   | D   | D   | D   | D   | D   | D   | N   | D   | N   | D   | D   | D   | D   | V   | N   | N   | D   | N   | D   | D   |     | — | — | — |
| Rang     | 13e | 13e | 14e | 8e | 14e | 10e | 12e | 14e | 14e | 15e | 15e | 15e | 15e | 15e | 17e | 18e | 18e | 18e | 18e | 17e | 18e | 18e | 18e | 18e | 18e | 18e | 17e | 17e | 17e | 17e | 17e | 17e | 18e | 18e | 0 |   |   |

## Joueurs et encadrement technique

### Effectif professionnel
Le tableau suivant liste l'effectif professionnel du FC Nuremberg pour la saison 2018-2019.

## Statistiques

### Statistiques collectives
| Compétition       | Débute au tour | Termine      | Matches joués | Gagnés | Nuls | Perdus | Buts pour | Buts contre | Différence |
| ----------------- | -------------- | ------------ | ------------- | ------ | ---- | ------ | --------- | ----------- | ---------- |
| Bundesliga        | -              | Dix-huitième | 34            | 3      | 10   | 21     | 26        | 68          | -42        |
| Coupe d'Allemagne | Premier tour   | -            | 2             | 1      | 1    | 0      | 4         | 3           | +1         |
| Total             | -              | -            | 36            | 4      | 11   | 21     | 30        | 71          | -41        |

### Statistiques individuelles
Mis à jour le 11 janvier 2019
| Numéro | Nat. | Nom               | Championnat | Championnat | Championnat    | Championnat | Championnat  | Coupe d'Allemagne | Coupe d'Allemagne | Coupe d'Allemagne | Coupe d'Allemagne | Coupe d'Allemagne | Total | Total       | Total          | Total  | Total        |
| Numéro | Nat. | Nom               | M.j.        | But inscrit | Passe décisive | Averti      | Carton rouge | M.j.              | But inscrit       | Passe décisive    | Averti            | Carton rouge      | M.j.  | But inscrit | Passe décisive | Averti | Carton rouge |
| ------ | ---- | ----------------- | ----------- | ----------- | -------------- | ----------- | ------------ | ----------------- | ----------------- | ----------------- | ----------------- | ----------------- | ----- | ----------- | -------------- | ------ | ------------ |
| 1      |      | Bredlow           | 13          | 0           | 0              | 0           | 0            | 1                 | 0                 | 0                 | 0                 | 0                 | 14    | 0           | 0              | 0      | 0            |
| 2      |      | Goden             | 4           | 0           | 0              | 1           | 0            | 0                 | 0                 | 0                 | 0                 | 0                 | 4     | 0           | 0              | 1      | 0            |
| 4      |      | Ewerton           | 3           | 0           | 0              | 0           | 0            | 1                 | 0                 | 0                 | 0                 | 0                 | 4     | 0           | 0              | 0      | 0            |
| 7      |      | Salli             | 2           | 0           | 0              | 0           | 0            | 1                 | 0                 | 0                 | 0                 | 0                 | 3     | 0           | 0              | 0      | 0            |
| 8      |      | Bauer             | 11          | 0           | 0              | 3           | 1            | 2                 | 0                 | 0                 | 0                 | 0                 | 13    | 0           | 0              | 3      | 1            |
| 9      |      | Ishak             | 13          | 2           | 2              | 0           | 0            | 1                 | 2                 | 0                 | 0                 | 0                 | 14    | 4           | 2              | 0      | 0            |
| 10     |      | Kerk              | 8           | 0           | 0              | 0           | 0            | 1                 | 0                 | 0                 | 0                 | 0                 | 9     | 0           | 0              | 0      | 0            |
| 11     |      | Zreľák            | 9           | 2           | 1              | 2           | 0            | 2                 | 1                 | 1                 | 0                 | 0                 | 11    | 3           | 2              | 2      | 0            |
| 14     |      | Kubo              | 11          | 0           | 0              | 2           | 0            | 1                 | 0                 | 0                 | 1                 | 0                 | 12    | 0           | 0              | 3      | 0            |
| 17     |      | Löwen             | 7           | 0           | 1              | 2           | 0            | 0                 | 0                 | 0                 | 0                 | 0                 | 7     | 0           | 1              | 2      | 0            |
| 18     |      | Behrens           | 13          | 2           | 2              | 1           | 0            | 2                 | 0                 | 0                 | 0                 | 0                 | 15    | 2           | 2              | 1      | 0            |
| 19     |      | Knöll             | 9           | 1           | 0              | 0           | 0            | 2                 | 0                 | 0                 | 0                 | 0                 | 11    | 1           | 0              | 0      | 0            |
| 21     |      | Palacios Martínez | 13          | 2           | 0              | 1           | 0            | 2                 | 1                 | 0                 | 0                 | 0                 | 15    | 3           | 0              | 1      | 0            |
| 22     |      | Valentini         | 7           | 0           | 1              | 2           | 0            | 1                 | 0                 | 0                 | 0                 | 0                 | 8     | 0           | 1              | 2      | 0            |
| 23     |      | Leibold           | 16          | 0           | 1              | 2           | 1            | 2                 | 0                 | 3                 | 1                 | 0                 | 18    | 0           | 4              | 3      | 1            |
| 24     |      | Misidjan          | 15          | 1           | 1              | 2           | 0            | 1                 | 0                 | 0                 | 0                 | 0                 | 16    | 1           | 1              | 2      | 0            |
| 26     |      | Mathenia          | 5           | 0           | 0              | 0           | 0            | 1                 | 0                 | 0                 | 0                 | 0                 | 6     | 0           | 0              | 0      | 0            |
| 27     |      | Pereira           | 7           | 0           | 0              | 1           | 0            | 1                 | 0                 | 0                 | 0                 | 0                 | 8     | 0           | 0              | 1      | 0            |
| 28     |      | Mühl              | 17          | 1           | 0              | 3           | 0            | 2                 | 0                 | 0                 | 0                 | 0                 | 19    | 1           | 0              | 3      | 0            |
| 29     |      | Erras             | 8           | 0           | 0              | 0           | 0            | 0                 | 0                 | 0                 | 0                 | 0                 | 8     | 0           | 0              | 0      | 0            |
| 31     |      | Petrak            | 15          | 0           | 0              | 4           | 0            | 1                 | 0                 | 0                 | 0                 | 0                 | 16    | 0           | 0              | 4      | 0            |
| 33     |      | Margreitter       | 17          | 1           | 0              | 2           | 0            | 2                 | 0                 | 0                 | 2                 | 0                 | 19    | 1           | 0              | 4      | 0            |
| 35     |      | Fuchs             | 8           | 1           | 0              | 3           | 0            | 1                 | 0                 | 0                 | 0                 | 0                 | 9     | 1           | 0              | 3      | 0            |
| 38     |      | Rhein             | 6           | 0           | 0              | 1           | 0            | 1                 | 0                 | 0                 | 0                 | 0                 | 7     | 0           | 0              | 1      | 0            |